# Flualprazolam
Il flualprazolam è uno psicofarmaco appartenente alla categoria delle triazolobenzodiazepine che fu sintetizzato per la prima volta nel 1976, ma che non fu mai commercializzato. Successivamente è stato venduto come designer drug, identificato per la prima volta in Svezia in maniera definitiva nel 2018. Può essere considerato come il derivato 2'-fluoro dell'alprazolam e ha effetti sedativi simili ad altri ansiolitici.